# Sainte-Anne-du-Lac (Les Appalaches)
Sainte-Anne-du-Lac est une ancienne municipalité de village du Québec qui a été annexée à la municipalité d'Adstock en 2001, dans la MRC des Appalaches et dans la région administrative de la Chaudière-Appalaches. Elle est aujourd'hui un secteur de la municipalité d'Adstock.

## Toponyme
Le nom fait référence à la présence du lac du Huit, cette étendue d'eau représentant presque l'ensemble du territoire municipal. La présence à proximité des municipalités de Saint-Joseph-de-Coleraine, de Sacré-Cœur-de-Jésus et de Sacré-Cœur-de-Marie-Partie-Sud pourrait expliquer le choix de Sainte-Anne.

## Histoire
Le village s'est développé à partir des années 1940 comme un endroit de villégiature en bordure du lac du Huit qui se nommait à l'époque le lac Clapham. Bien que l'on compte plusieurs centaines de résidences secondaires tout le tour du lac, la population annuelle permanente a rarement dépassé la centaine d'habitants.

## Administration
| Période | Période | Identité         | Étiquette | Qualité |
| ------- | ------- | ---------------- | --------- | ------- |
| 1949    | 1950    | Alfred Frenette  |           |         |
| 1950    | 1957    | Albert Cloutier  |           |         |
| 1957    | 1967    | Léonard Gagné    |           |         |
| 1967    | 1969    | Roland Leblond   |           |         |
| 1969    | 1975    | André Bergeron   |           |         |
| 1975    | 1982    | Maurice Samson   |           |         |
| 1982    | 2001    | Fernand Huot     |           |         |
| 2001    | 2001    | Antoine Bilodeau |           |         |

## Chronologie
- 1er juillet 1949 : Création de la municipalité du village de Sainte-Anne du Lac de la municipalité de paroisse de Sacré-Cœur-de-Marie-Partie-Sud.
- 15 mars 1969 : Le village prend le nom de Sainte-Anne-du-Lac.
- 24 octobre 2001 : Le village est annexé à la municipalité d'Adstock.

## Démographie
| 1956 | 1961 | 1966 | 1971 | 1976 | 1981 | 1986 | 1991 | 1996 |
| ---- | ---- | ---- | ---- | ---- | ---- | ---- | ---- | ---- |
| 11   | 14   | 17   | 2    | 31   | 28   | 59   | 51   | 63   |

| 2001 | - | - | - | - | - | - | - | - |
| ---- | - | - | - | - | - | - | - | - |
| 107  | - | - | - | - | - | - | - | - |

## Patrimoine
En 1969, une chapelle catholique est érigée. Fermée en 1993, elle est démantelée en 2007.